# Халепський Інокентій Андрійович
Халепський Інокентій Андрійович (14 липня 1893, Мінусінськ, Російська імперія — 29 липня 1938, Москва, СРСР) — радянський військовий діяч, командарм 2-го рангу (1935). У 1919 році — народний комісар пошт і телеграфу УСРР. Жертва сталінських репресій.

## Біографія
Народився у місті Мінусінськ у родині кравця. Закінчив Мінусінське повітове міське училище. З 1909 року працював монтером на телеграфі у Мінусінську, згодом став телеграфістом у Красноярську. Підтримав більшовицький переворот 1917 року. У квітні 1918 року взяв участь у 1-му Всеросійському з'їзді поштово-телеграфних працівників РРФСР і був обраний членом ЦК профспілки поштово-телеграфних працівників. Член ВКП(б) з 1918 року.
У липні 1918 року вступив на службу до Червоної Армії. У липні-жовтні 1918 року — начальник зв'язку 3-ї армії, у жовтні 1918 — березні 1919 року — надзвичайний комісар зв'язку всіх фронтів. У березні-вересні 1919 року — народний комісар пошт і зв'язку УСРР. У вересні-жовтні 1919 року — надзвичайний уповноважений по зв'язку при Ревввійськраді Південного фронту. З жовтня 1919 по вересень 1920 року послідовно був начальником зв'язку Південного, Південно-Західного і Кавказького фронтів, заступник начальника зв'язку РСЧА.
У 1920—1924 роках — начальник зв'язку РСЧА. У 1924—1929 роках — начальник Військово-технічного управління РСЧА, у 1929—1934 роках — начальник Управління моторизації і механізації РСЧА, у 1934—1936 роках — начальник Автобронетанкового управління РСЧА, у 1936—1937 роках — начальник озброєнь РСЧА. У березні-квітні 1937 року — 1-й заступник народного комісара зв'язку СРСР, у квітні-серпні 1937 року — народний комісар зв'язку СРСР, у серпні-листопаді 1937 року — особливо уповноважений РНК СРСР по зв'язку.
13 листопада 1937 року заарештований органами НКВС СРСР. Був звинувачений в участі у «військово-фашистській змові». 29 липня 1938 року засуджений до розстрілу і в той же день страчений. Реабілітований посмертно у 1956 році.

## Військові звання
- Командарм 2-го рангу (20 листопада 1935)

## Нагороди
- Орден Леніна (1933)
- Орден Червоного прапора (1921)